# Snowaniec
Snowaniec – potok, lewobrzeżny dopływ Brennicy o długości 1,94 km i powierzchni zlewni 1,93 km².
Potok płynie w pasmie Równicy w Beskidzie Śląskim na terenie Brennej. Jego źródła znajdują się na wysokości ok. 600 m n.p.m. na północno-wschodnich stokach Równicy. Spływa dość głęboką dolinką w kierunku północno-wschodnim i w Brennej Spalonej na wysokości ok. 370 m n.p.m. wpada do Brennicy. W dolnej części dolinki potoku położone jest osiedle Brennej o nazwie Snowaniec.
Nazwa w formie Bach Snowajetz zanotowana w dokumentach dawnego Księstwa cieszyńskiego już w 1789 r.